# ラファエル・トルヒーヨ
ラファエル・レオニダス・トルヒーヨ・モリナ（Rafael Leónidas Trujillo Molina、1891年10月24日 - 1961年5月30日）はドミニカ共和国の政治家、軍人。31年間の長期独裁体制下で個人崇拝を徹底させ、国家経済の大部分を私物化した。
トルヒーヨ体制は、特に独裁者の影響を受けやすいヒスパニック系カリブ海の環境で展開された。カリブ海域の国々だけでも、キューバ、ニカラグア、グアテマラ、エルサルバドル、ホンジュラス、ベネズエラ、ハイチなどと重なって独裁政権が続いた。概観すると、トルヒーヨ独裁政権は、同時代の独裁政権よりも顕著で残忍であると判断されている。
国内でのトルヒーヨの評価は二極化しており、彼の支持者は、彼が長期的な安定、経済成長、繁栄をもたらし、平均的なドミニカ人の平均余命を2倍にし、GDPを倍増させたことを主張しているが、批評家は、殺人を含む彼の30年間の権力の強引で暴力的な支配を非難している。彼のあからさまな人種差別とハイチ人に対する外国人排斥、トルヒーヨ家の縁故主義、蔓延する腐敗とドミニカに埋蔵される天然資源の略奪を推進した事でも非難の対象となっている。
また、トルヒーヨ時代はテロリズム・攻撃主義的国家であったとも知られており、1960年のベネズエラ大統領ロムロ・ベタンクールの暗殺未遂、 1956年のバスク人ドミニカ亡命者ヘスス・ガリンデスのニューヨーク市での誘拐と失踪など、トルヒーヨ政府による国家テロリズムの広範な使用は、彼の長い統治の間、国境を越えてさえ多産であった。

## 生涯

### 権力奪取まで
1891年、郵便局員の息子としてサン・クリストバル郊外の村に生まれる。兄弟は十人、トルヒーヨは三男。初等教育を受けたのち、電報局に勤めた後、サトウキビ農園の管理人となって1918年に国家警察隊に入隊。当時ドミニカ共和国はウリセス・ウーロー大統領の失政により国内は混乱に陥り、同時に列強に対する多額の外債の返済のために経済は窮乏していた。この危機を収拾するため大国アメリカは1906年に同国を保護国とし、1916年には軍を進駐させていた。若きトルヒーヨはアメリカが設置させた国家警察隊内部で彼らに取り入り、異例の昇進を重ね1924年に少佐、1928年に陸軍参謀総長に昇進。軍内最高実力者の地位を確立する。

### 大統領
1930年に大統領選に立候補すると、軍を使って選挙管理委員会や反対派に脅迫を行う等あらゆる不正を行い「95%の得票を勝ち取り」選挙に勝利する。同年8月に第一期目の大統領に就任するとドミニカ党を結成して以後31年間にわたり独裁政治をしいた。トルヒーヨ時代には国家の近代化が図られ、年金制度の導入、住宅地や公共の医療機関、港、道路などの拡張、改善がみられ経済は大きく発展した。1940年には外債の完全償還に成功してアメリカはドミニカの関税管理を解いたため、議会から「財政上の独立回復者」と表彰された。
一方ではやくも1934年には独裁色の強い新憲法を憲法制定会議に承認させた。年々その独裁傾向は強まり、全耕地の1/3を横領、砂糖・コーヒー・ビール・タバコなど国家のめぼしい産業は全て一族に支配させ、個人資産は10億ドルにものぼった。さらに多くの政敵や批判者を亡命や国外追放に追い込み、恐怖政治によって体制を固めていった。
外交面では1935年に1844年以来つづいていたハイチとの国境紛争を解決させた。1937年に米資本が経営する砂糖きび農場で、ハイチからの出稼ぎ労働者によるストライキが発生すると、これをきっかけにトルヒーヨはドミニカ共和国を白人化する目標を掲げ、婦女子をふくむハイチ系住民の掃討作戦を指示した。1万5千の兵が動員され、国境付近に住むハイチ系住民を1日で17,000人から35,000人も虐殺した（パセリの虐殺）。このことから両国の国境をなしていた川は「皆殺し川」と呼ばれるようになった。
やがてトルヒーヨへの個人崇拝が強いられ始め、共和国の首都サントドミンゴはトルヒーヨ市と改称され、市内にはトルヒーヨの像が1200も建立された。

### 体制の動揺・暗殺
1956年、元サントドミンゴ大学教授でトルヒーヨの弾圧を逃れアメリカに亡命していたコロンビア大学講師で、トルヒーヨの悪行を公にした本を発行していたヘスス・ガリンデスが、秘密警察の手によりニューヨーク地下鉄内で誘拐され、消息不明となる事件が発生して国際的な非難を受けた。
またこのころから、ドミニカ共和国は中米各地から追われた元独裁者たちの亡命地ともなり、近隣諸国との関係が悪化。国内でも教会との対立が目立ち始める。1960年1月、自身の暗殺計画が発覚したとしてトルヒーヨは反対派に対し大弾圧を行った。2月、米州人権委員会を創設時から主導していたベネズエラは、ドミニカ共和国を「人権に対する野蛮な侵害」で、米州機構（OAS）に告発。機構理事会はこの訴えをとりあげ、4つの加盟国代表からなる実情調査団を派遣する。OAS総会は、ドミニカ共和国が市民の権利を侵害したとする実情調査団の報告を受け、トルヒーヨ非難決議を採択した。
そんな折、6月にベネズエラのカラカスでロムロ・ベタンクール大統領暗殺未遂事件が発生する。8月のサンホセでのOAS外相会議では、トルヒーヨが事件の黒幕だったことが明らかとなり、7月に米州相互援助条約を採択していたOASから外交制裁決議（国交断絶）と経済制裁を受けてドミニカ共和国は孤立、更に11月25日には国内で反政府活動に加わっていたミラバル姉妹がトルヒーヨの手下に虐殺される事件が起き、却って国内の反トルヒーヨの機運に拍車がかかるなど、国内外の情勢は絶望的となった。
1961年5月30日、トルヒーヨは自宅から海岸沿いの高速道路にてトルヒーヨ市にむかう途中で、CIAに支援された側近のロマン将軍の率いる将兵7名に襲撃される。トルヒーヨは銃弾を全身に撃ち込まれ死亡した。
後任には弟のエクトル・トルヒーヨが就任したが、副大統領のホアキン・バラゲールにより1960年に政権を追われ、1961年11月にはアメリカ合衆国・ベネズエラ・コロンビアなどのOAS諸国が軍事介入を準備したため、彼を含む再起を図っていたトルヒーヨ一族を国外に追放、スペインなどへ亡命を余儀なくされた。

## 移民政策
親ユダヤ主義、シオニズム運動を容認しており、1940年には、ユダヤ人凡そ750人をドミニカに入国させる協定にも調印している。当時はナチスによるホロコースト中であった為、難民のために110平方キロメートルの土地を分配することが定められ、難民は後にソスアに定住した。また、親日（知日）的な人物としても知られ、第二次大戦後にコンスタンサ（スペイン語版）とハラバコア地域（スペイン語版）への日本人農民の移住も奨励した。

## 関連作品
- ガルシア・マルケス『族長の秋』（El otoño del patriarca）
  - 鼓直訳、集英社文庫、新版2011年。新潮社、2007年
- マリオ・バルガス・リョサ La Fiesta del Chivo　(2000)
  - 『チボの狂宴』 八重樫克彦・由貴子訳、作品社 2010年
  - 映画化「The Feast of the Goat」（2005）、トゥルヒーリョの暗殺計画を描く

ルイス・ジョサ監督　イザベラ・ロッセリーニ主演（日本未公開）
- ジュノ・ディアス（The Brief Wondrous Life of Oscar Wao）

『オスカー・ワオの短く凄まじい人生』都甲幸治・久保尚美訳、新潮社、2011年